# Шевченко, Владимир Васильевич (лётчик-испытатель)
Владимир Васильевич Шевченко (1907—1996) — советский лётчик-испытатель 2-го класса (1940), майор; авиаконструктор моно-биплана, который взлетает и садится бипланом, а основной полет совершает как моноплан.

## Биография
Родился в 1907 году.
В 1929 окончил МВТУ, одновременно занимался спортом — был летчиком ОСОАВИАХИМа. В 1930 году окончил Одесскую летную школу, летал в ВВС СССР на самолёте Р-1, затем на И-4.

### Лётчик
С 1933 года Шевченко — летчик-испытатель НИИ ВВС СССР. Принимал участие в испытаниях отечественных и зарубежных самолётов: И-16, И-153, Р-5, Пе-8, Ил-2, И-180, Ла-5, Ме-108, Ме-110. Также участвовал в воздушных парадах — на И-5 в пятерке В. Степанчонка (1934) и на И-16 в пятерке В. Коккинаки (1935, в составе «Красной пятёрки»). В одном из испытательных полетов попал в аварию — поломал обе ноги и повредил позвоночник. Но после лечения вновь добился допуска к испытательным полетам.
В октябре 1939 в составе группы советских представителей Шевченко посетил Германию, где летал на самолётах Ju-88, FW-189. Участник Великой Отечественной войны. Осенью 1941 года был командиром отдельной эскадрильи ночных истребителей особого назначения, совершив 122 боевых вылета. С 1942 года — летчик-испытатель авиазавода № 482. Общий налет В. В. Шевченко составил 6000 часов.

### Конструктор
В конце 1930-х годов в особом КБ-30 под руководством главного конструктора В. В. Шевченко был разработан уникальный для того времени моно-биплан ИС-1, который затем построили на заводе № 156. В ноябре 1938 года на ученом совете НИИ ВВС СССР им был представлен эскизный проект биплана, а в начале 1939 года — полноразмерный макет самолёта. В этом же году Шевченко стал главным конструктором ОКБ-30, базирующегося в Московском авиационном техникуме, затем — непосредственно на территории авиазавода № 156. 29 мая 1940 года лётчик-испытатель В. Ф. Кулешов поднял самолёт в воздух. В январе 1941 году был готов второй аналогичный самолет ИС-2 с убирающимся в полете нижним крылом и более мощным мотором М-88 в 950 л.с., который исключал многие недостатки своего предшественника. Также в 1941 году был разработан проект истребителя ИС-4 с двигателем жидкостного охлаждения М-120 мощностью 1800 л.с. Расчетная максимальная скорость истребителя составляла 720 км/ч. Но приказом Народного комиссариата авиационной промышленности СССР № 459сс от 20 мая 1941 года ОКБ-30 было ликвидировано. Уже после войны, в 1947 году, В. В. Шевченко был предложен эскизный проект истребителя-перехватчика ИС-14 с изменяемой стреловидностью крыла.
Жил в Москве, где умер в 1996 году. Имел награды СССР.